# Gonçalo de Sousa
Frei D. Gonçalo de Sousa, foi comendador-mor da Ordem de Cristo, alcaide-mor de Tomar, chanceler e alferes-mor do infante D. Henrique, com quem esteve em Tânger. Filho de Gonçalo Anes de Sousa, neto de Martim Afonso de Sousa que foi 2.º Senhor de Mortágua, e bisneto de Vasco Martins de Sousa Chichorro. Em 1453 mandou construir a igreja de Dornes.

## Descendência
Sendo frei, teve os seguintes filhos ilegítimos:
- João de Sousa,
- Gonçalo de Sousa,
- Cid de Sousa,
- Leonor de Sousa,
- Fernão de Sousa,
- Duarte de Sousa,
- Pedro de Sousa,
- Nuno de Sousa,
- Henrique de Sousa,
- Cristóvão de Sousa,
- Simão de Sousa.[1][2][3]